# ستویچینو
ستویچینو (به لهستانی:  Stojcino) یک روستا در لهستان است که در گمینا سمووجنو واقع شده‌است. ستویچینو ۱۲۳ نفر جمعیت دارد.